# Limnophora distans
Limnophora distans este o specie de muște din genul Limnophora, familia Muscidae, descrisă de Stein în anul 1913. Conform Catalogue of Life specia Limnophora distans nu are subspecii cunoscute.